# Mendon (Massachusetts)
Mendon es un pueblo ubicado en el condado de Worcester en el estado estadounidense de Massachusetts. En el Censo de 2010 tenía una población de 5.839 habitantes y una densidad poblacional de 125,34 personas por km².

## Geografía
Mendon se encuentra ubicado en las coordenadas 42°5′40″N 71°32′42″O / 42.09444, -71.54500. Según la Oficina del Censo de los Estados Unidos, Mendon tiene una superficie total de 46.59 km², de la cual 46.03 km² corresponden a tierra firme y (1.18%) 0.55 km² es agua.

## Demografía
Según el censo de 2010, había 5.839 personas residiendo en Mendon. La densidad de población era de 125,34 hab./km². De los 5.839 habitantes, Mendon estaba compuesto por el 97.17% blancos, el 0.38% eran afroamericanos, el 0.03% eran amerindios, el 0.98% eran asiáticos, el 0.03% eran isleños del Pacífico, el 0.48% eran de otras razas y el 0.92% pertenecían a dos o más razas. Del total de la población el 1.25% eran hispanos o latinos de cualquier raza.